# Могила, Михаил
Михаил Могила (молд. Михаил (Михэйлаш) Мовилэ, пол. Michał Mohyła; умер 1608) — господарь Молдавского княжества с 14 (24) сентября 1607 по октябрь и с ноября по декабрь 1607 годы.

## История
Сын Симеона Могилы и Маргариты (Мелании Золкиевской, пол. Marghita-Melania Zolkiewska), брат Гавриила Могилы и Моисе Могилы.
Взошёл на престол после смерти отца. Смещён золовкой и соперницей Маргариты Елизаветой, которая возвела на престол своего сына Константина Могилу.
Михаил бежал в Мунтению к Щербану, где в скором времени скончался.
Похоронен в монастыре Дялу (Mănăstirea Dealu) в январе 1608 года.